# William Henry Manning
Pour les articles homonymes, voir William Manning et Manning.
Sir William Henry Manning, (né le 19 juillet 1863 - mort le 1er janvier 1932), est un administrateur colonial britannique.
Il a été le 23e gouverneur du Ceylan britannique dans l'actuel Sri Lanka, gouverneur du Somaliland, gouverneur de Nyassaland dans l'actuel Malawi et gouverneur de Jamaïque.

## Biographie
Manning a fait ses études à l'Université de Cambridge, sans faire partie d'un collège, et au Collège militaire royal de Sandhurst où il a été nommé lieutenant des South Wales Borderers en 1886.

### Carrière militaire
En 1888, il est transféré à l'armée indienne, et sert dans le 51e Régiment sikhs. Il est blessé lors de la seconde guerre birmane et sert également dans la première expédition de Miranzai et l'expédition Hazara sur la frontière nord-ouest en 1891. Il commande les expéditions Mlanja et Chirad-Zulu en Afrique centrale britannique en 1893-1894.
En 1897, il est nommé sous-commissaire et consul général pour l'Afrique centrale britannique et commandant de ses forces armées avec le grade local de lieutenant-colonel, et fut commissaire par intérim pendant près de deux ans. Il commanda les opérations contre le chef Mpezeni en Rhodésie du Nord-Est en 1898, pour lesquelles il fut promu Major en 1898 et Lieutenant-colonel en 1899. Pendant ce temps, il a élevé et commandé le Central Africa Regiment et a été le premier inspecteur général des fusils africains du roi, 1901-1907, avec le grade local de brigadier-général (bien que son grade de base était toujours capitaine). 
Au cours du printemps 1902, il entreprit une tournée officielle à travers l'Ouganda et le protectorat est-africain, et retourna en Angleterre en juin de la même année. De décembre 1902 à 1903, il commanda également la force de campagne du Somaliland et, de 1903 à 1904, il commanda sa 1re brigade. 
En avril 1903, il battit l'armée du mollah fou au combat, infligeant 2 000 pertes. Pour ses services au Somaliland, il fut nommé Compagnon de l'Ordre du Bain (CB) en 1903 et Chevalier-Commandeur de l'Ordre de l'Empire Britannique (KBE) en 1904. 
En février 1904, il fut promu Colonel et en août 1904, il fut finalement promu au grade de Major.
En février 1910, Manning fut nommé commissaire et commandant en chef du protectorat du Somaliland et en novembre 1910 gouverneur et Commandant en chef du protectorat du Nyassaland, où se trouvait le poste frontière Fort Manning, aujourd'hui Mchinji au Malawi, qui a été nommé d'après lui. Il se retira de l'armée indienne en décembre 1910.

### Gouverneur de la Jamaïque
En février 1913, il devint gouverneur de la Jamaïque et reçut le grade perpétuel de Brigadier-général qu'il avait occupé pendant la plus grande partie de son service depuis 1901. 

### Gouverneur du Ceylan britannique
En septembre 1918, il fut nommé gouverneur de Ceylan. Il sera connu pour avoir mis en place 2 réformes majeures quant au système électoral du pays.
En 1920, les Premières réformes Manning augmente le nombre de députés dans le Conseil législatif du pays. Les Élections de Ceylan de 1921 verront donc 37 députés à la place de 21.
En 1923, les Secondes réformes Manning augmentent encore le nombre de députés de 37 personnes à 49, ceci prenant effet dès les élections de Ceylan de 1924.
Il a pris sa retraite en 1925.

## Distinctions
- Ordre de Saint-Michel et Saint-Georges Chevalier Grand-croix (GCMG) en 1921.
- Ordre de l'Empire britannique à titre civil Chevalier Commandeur (KBE) en 1904
- Ordre du Bain Compagnon (CB) en 1903

## Hommage
La compétition de football Manning Cup (en) en Jamaïque porte son nom.